# Контубернал
Контуберна́л (лат. contubernales) — древнеримский термин, имеющий несколько значений.

## Этимология
Слово contubernales  происходит от слова taberna (позднее tabernaculum), обозначавшего палатку в римском войске, соединённое с предлогом con — «с, совместно». Такая палатка собиралась из особых щитов, которые назывались tabulae. То есть, дословный перевод — «сопалатник».

## Значения

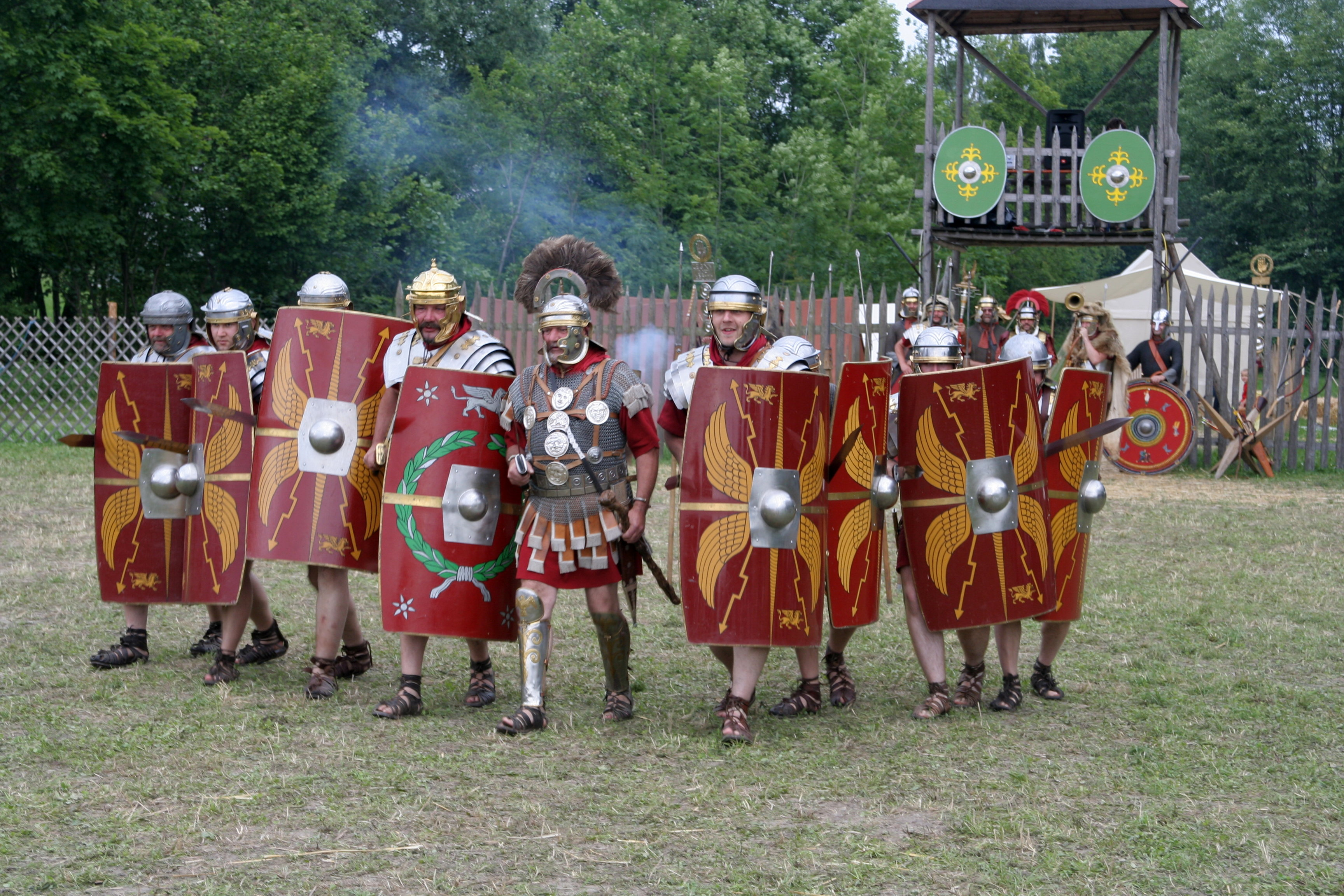
Наступающий контуберний. Современная реконструкция

Первоначально контуберналами называли римских солдат, составлявших контуберний — группу из десяти человек, объединённых в одну боевую единицу и проживавших в одной палатке во главе с младшим командиром, который первоначально именовался деканом (лат. decanus), а позднее — caput contubernii («главой контуберния»). 
Позднее контуберналами стали называть молодых людей из знатных фамилий, добровольно поступавших на службу к претору ради своего обучения военному делу и находившемуся при нём во время военных походов. Такие молодые люди также часто проживали в одной палатке, что позволяло называть их контуберналами. Примерным позднейшим аналогом термина в данном значении является слово «адъютант».
В широком смысле контуберналами называли друзей, живших под одной крышей.

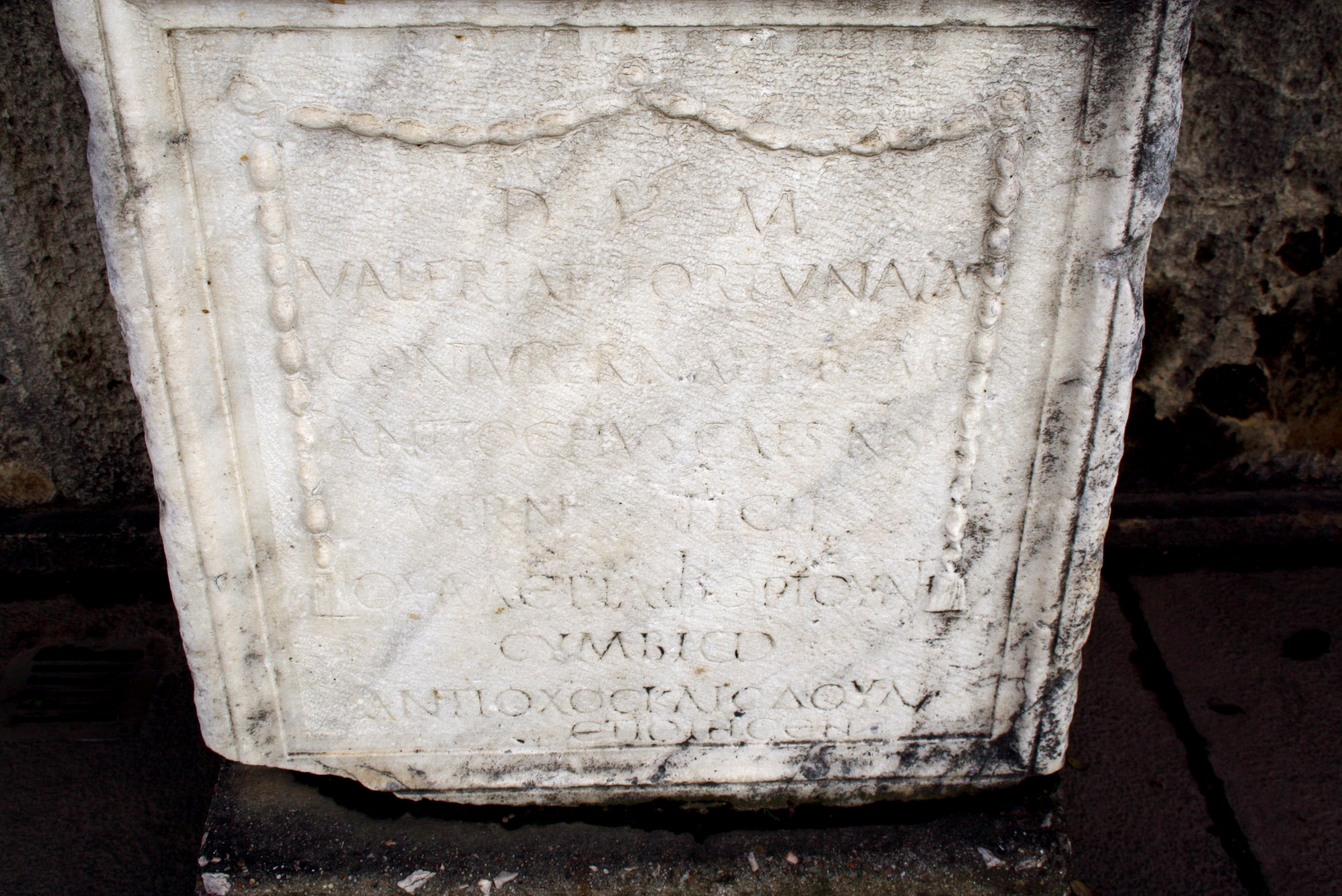
Надгробие, воздвигнутое получившим свободу имперским рабом Антиохом на могиле его контуберналки Валерии Фортунаты

Также контуберналами называли свободного мужчину и рабыню, с которой он сожительствовал, или живших вместе раба и рабыню, равно как получивших свободу раба и рабыню, которые по древнеримским законам не имели права заключить между собой брак. Вместе с тем, сожительство свободной женщины с рабом не допускалось и считалось прелюбодеянием, и такая женщина могла быть привлечена к ответственности.
Цицерон называл Цезаря контуберналом Квирина за то, что тот установил собственную статую в храме Квирина.